# Кампино

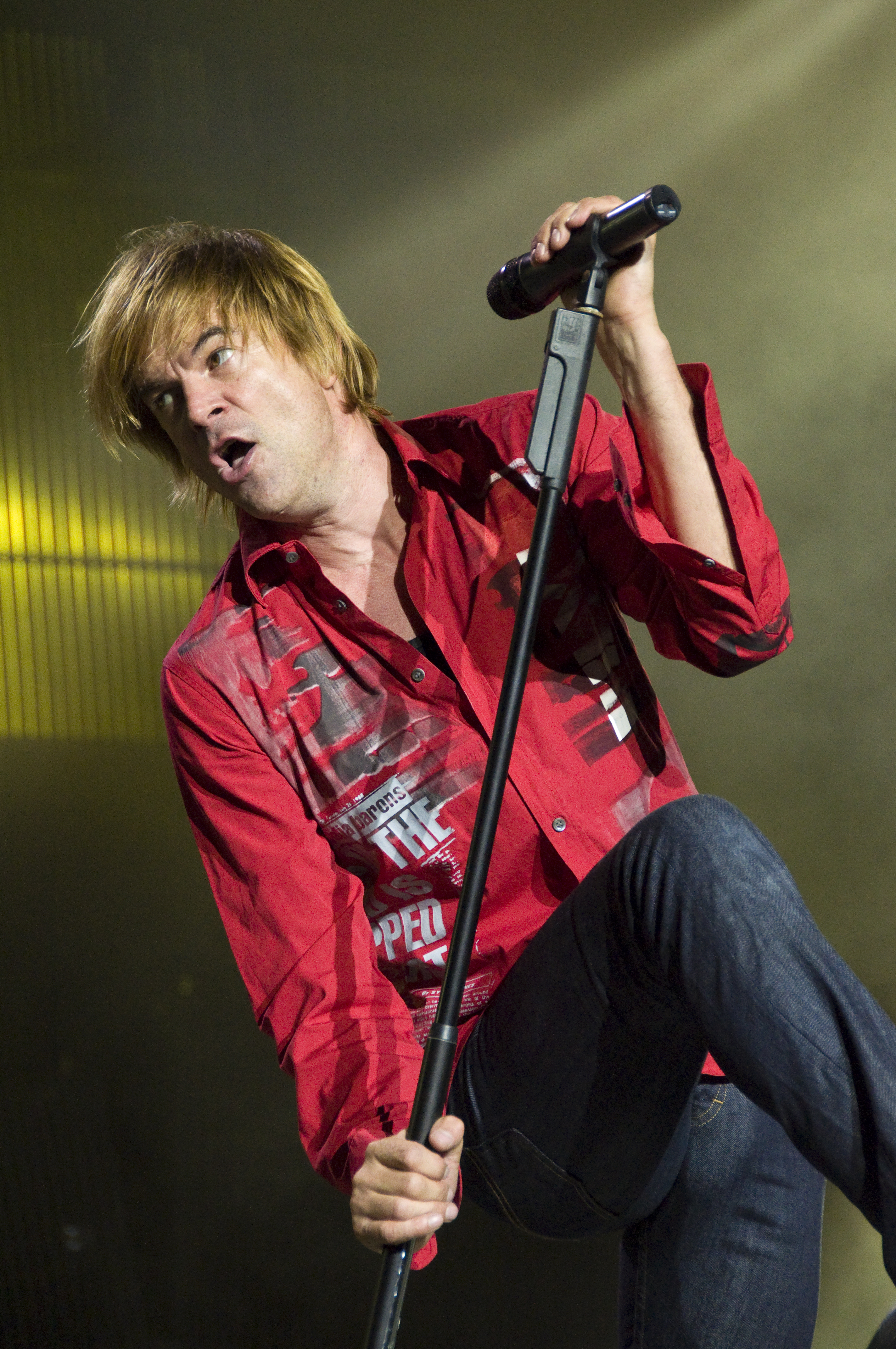
Кампино в 2009 году

Кампи́но (нем. Campino, настоящее имя — Андре́ас Фре́ге, нем. Andreas Frege; родился 22 июня 1962 в Дюссельдорфе) — немецкий рок-музыкант, вокалист группы Die Toten Hosen.

## Биография
Родом из известной семьи Фреге. Дед, Людвиг Фреге — судья Федерального административного суда Германии. Отец — юрист, мать Дженни — учительница, англичанка по национальности. Есть пять братьев и сестёр, один из них, Ян (род. в 1955) познакомил Андреаса с музыкой.
В возрасте двух лет переехал с семьёй в Меттман. В возрасте 7 лет поступил в гимназию имени Гумбольдта в Дюссельдорфе, дважды оставался там на второй год и окончил её в один год с Михаэлем Брайткопфом. Оба окончили успешно колледж в 1982 году и были призваны в армию, но предпочли альтернативную гражданскую службу в качестве работы в психиатрической лечебнице в районе Дюссельдорф-Графенберг.
С 1978 по 1982 годы Кампино выступал в составе коллектива ZK. В 1982 году вместе с Михаэлем Брайткопфом, а также Андреасом фон Хольстом, Андреасом Мойрером, Трини Тримпопом и Вальтером Новембером создали группу Die Toten Hosen, в которой Фреге является бессменным вокалистом и по сей день. Изначально группа выступала как любительский коллектив только «за кружку пива», но затем её участники де-факто сформировали постоянный коллектив.
Помимо музыкальной деятельности, Кампино также снимается в кино, он сыграл главную роль в картине «Съемки в Палермо»). Андреас также известен как актёр театра, сыгравший главную роль в «Трёхгрошовой опере».
В 1990-е Андреас работал журналистом и сумел взять интервью у таких знаменитостей, как Пол Маккартни, Ангела Меркель, Джо Страммер. Также он участвовал в нескольких ток-шоу на телевидении и вёл несколько программ (одна из них была посвящена проблемам общества и религии). В 2003 году на телеканале ZDF был запущен проект, посвящённый выбору 100 величайших личностей в истории и культуре Германии, и Андреас Фреге занял в рейтинге 65-е место. В 2006 году он был ведущим на церемонии вручения премии Echo.
С 6 декабря 2006 года он является «крёстным отцом» школы имени Регины Хильдебранд в Биркенвердере. Участвует в различных благотворительных акциях по помощи беженцам, борьбе с расизмом (сама группа Die Toten Hosen придерживается антифашистских взглядов) и других акциях.

## Личная жизнь
Был женат на актрисе Карине Кравчик. Есть сын Юлиан Ленн (родился 9 марта 2004). Своим увлечением Кампино называет футбол, любимые команды — дюссельдорфская «Фортуна» и «Ливерпуль».